# Alexander Bode
Alexander Bode (* 20. Dezember 1860 in Trebnitz; † 13. Februar 1920 in Chemnitz) war ein deutscher Gärtner und Pädagoge.

## Leben
Nach der Schulzeit schlug Alexander Bode zunächst die Gärtnerlaufbahn ein. Nach beendeter Lehre in Halle (Saale) besuchte er das Pomologische Institut in Proskau und war anschließend in mehreren Gärtnereien im In- und Ausland tätig. Aufgrund seiner qualitativ hochwertigen gärtnerischen Kenntnisse schickte ihn ein Orchideenzüchter aus der Nähe von London zum Sammeln von Orchideen nach Ostasien. Dort weilte Bode zwei Jahre und entdeckte mehrere neue Orchideenarten. In das Deutsche Reich zurückgekehrt, legte er bei der Gartenintendantur in Potsdam die Prüfung als Obstgärtner erfolgreich ab. Anschließend übernahm er die Leitung einer großen Privat- und Handelsgärtnerei.
1899 wurde Alexander Bode Lehrer für Obst- und Gartenbau an der Landwirtschaftlichen Schule in Altenburg. 1909 wechselte er als Landwirtschaftslehrer nach Chemnitz, wo er bis zu seinem Tod als Landwirtschaftsoberlehrer wirkte. Mit Anfang 40 holte er das Maturitätsexamen nach, studierte an der Universität Leipzig, promovierte dort 1910 und legte das Staatsexamen ab.

## Bedeutung

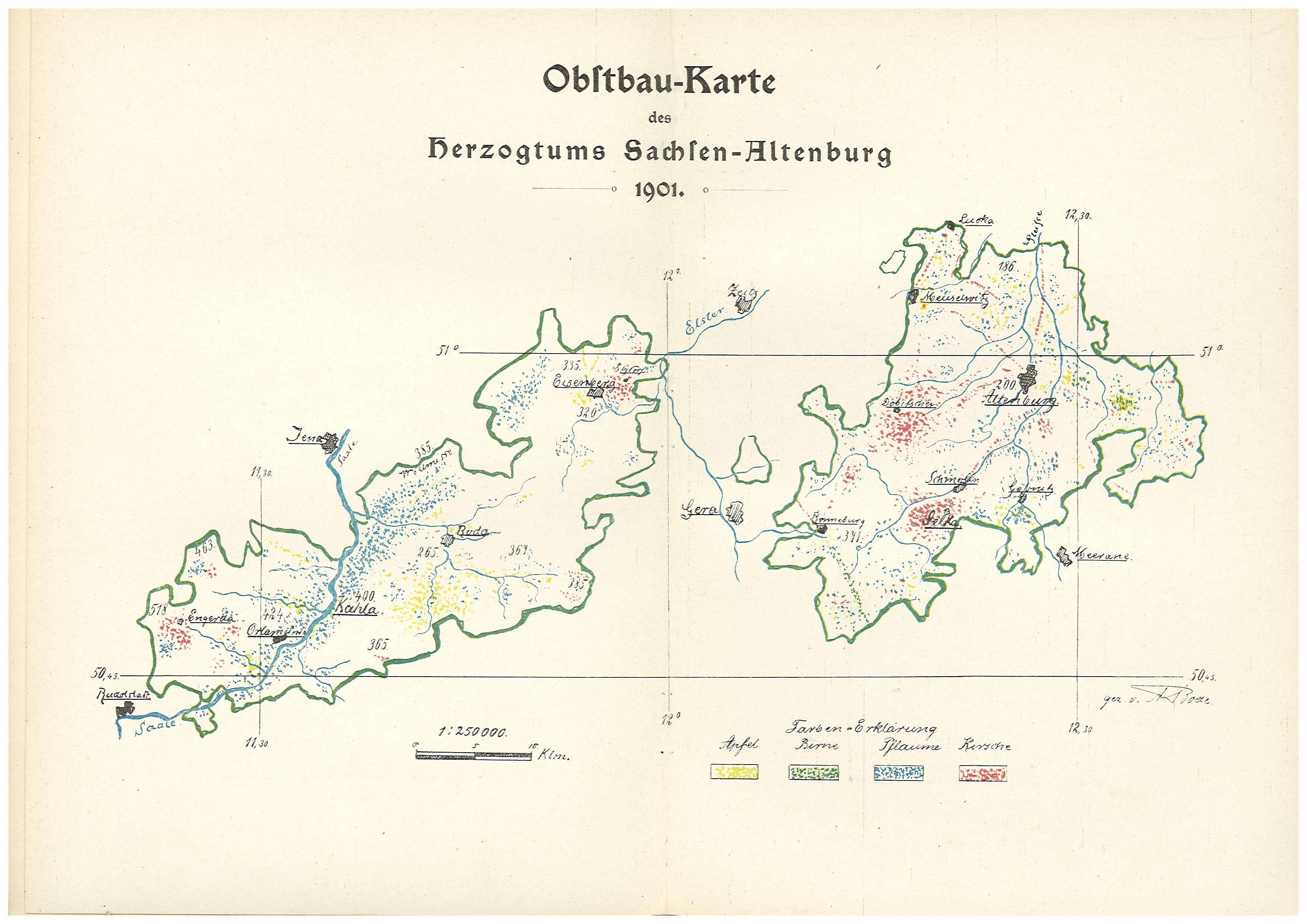
Bodes Obstbau-Karte des Herzogtums Sachsen-Altenburg 1901

Bode fand in Sachsen ein großes Betätigungsfeld, insbesondere im Erzgebirge. Erheblichen Einfluss nahm er auf die Verbesserung des Obst- und Gartenbaus in den erzgebirgischen Städten und Gemeinden und schuf so mehrere neue Erwerbsmöglichkeiten. Sehr erfolgreich warb er für den sächsischen Obstbau. Daneben hielt er zahlreiche Vorträge zu diesem Thema, aber auch zum Gemüseanbau, zur Landwirtschaft im Allgemeinen, der Kleingärtnerei usw.

## Werke
- Landwirtschaft und Obstbau, Leipzig 1910.